# Hans Resch
Hans Resch (* 6. Juni 1930) ist ein ehemaliger deutscher Fußballspieler, der ausschließlich für den FC Bayern München von 1947 bis 1955 in der Oberliga Süd und in der Saison 1955/56 in der 2. Oberliga Süd aktiv war.

## Karriere
Resch gehörte bereits mit 17 Jahren der ersten Mannschaft des FC Bayern München an, für die er von 1947 bis 1955 in der Oberliga Süd 100 Punktspiele bestritt und 26 Tore erzielte. In seiner Premierensaison im Seniorenbereich bestritt er drei torlose Punktspiele. In der Folgesaison erzielte er seine ersten neun Oberligatore in 20 Punktspielen. Des Weiteren gehörte er der Mannschaft an, die am 5. Juni 1949 im Eilenriedestadion in Hannover im zweiten Qualifikationsspiel zur Teilnahme an der deutschen Fußballmeisterschaft 1948/49 ein 1:1-Unentschieden n. V. gegen den FC St. Pauli erzielte, wobei ihm der Ausgleichstreffer in der 88. Minute gelang. Das Wiederholungsspiel einen Tag später an gleicher Stätte verlor er mit seiner Mannschaft mit 0:2. In den sich anschließenden sechs Oberligaspielzeiten für den FC Bayern München, absolvierte er 77 Punktspiele, in denen er 17 Tore erzielte – in jeder Spielzeit mindestens einmal. Seine Fußballer-Karriere beendete er nach Ablauf der Saison 1955/56 – allerdings mit nur zwei Spieleinsätzen – in der 2. Oberliga Süd, in der der FC Bayern München – aufgrund des schlechten Abschneidens in der Saison 1954/55 – abgestiegen war.